# Сортування злиттям

Приклад сортування злиттям

Сортування злиттям (англ. merge sort) — алгоритм сортування, в основі якого лежить принцип «Розділяй та володарюй».
В основі цього способу сортування лежить злиття двох упорядкованих ділянок масиву в одну впорядковану ділянку іншого масиву. Злиття двох упорядкованих послідовностей можна порівняти з перебудовою двох колон солдатів, вишикуваних за зростом, в одну, де вони також розташовуються за зростом. Якщо цим процесом керує офіцер, то він порівнює зріст солдатів, перших у своїх колонах і вказує, якому з них треба ставати останнім у нову колону, а кому залишатися першим у своїй. Так він вчиняє, поки одна з колон не вичерпається — тоді решта іншої колони додається до нової.
Під час сортування в дві допоміжні черги з основної поміщаються перші дві відсортовані підпослідовності, які потім зливаються в одну і результат записується в тимчасову чергу. Потім з основної черги беруться наступні дві відсортовані підпослідовності і так доти, доки основна черга не стане порожньою. Після цього послідовність з тимчасової черги переміщається в основну чергу. І знову продовжується сортування злиттям двох відсортованих підпослідовностей. Сортування триватиме доти, доки довжина відсортованої підпослідовності не стане рівною довжині самої послідовності.

## Алгоритм сортування
Нехай у масиві Y з елемента Y[m] починається впорядкована ділянка довжиною s, а з елемента Y[m + s] – впорядкована ділянка довжини r. Наприклад,
| Y | … | 1 | 3     | … | 13       | 2     | 4         | … | 88        |
|   | … | m | m + 1 |   | m + s –1 | m + s | m + s + 1 | … | m + s + r |

Результатом злиття повинна бути ділянка довжини r + s у масиві X:
| X | … | 1 | 2     | 3     | 4     | … | 13 | … | 88        |
|   | … | m | m + 1 | m + 2 | m + 3 |   | …  |   | m + s + r |

Тепер розглянемо сортування масиву A злиттям. На першому кроці елементи A[1], …, A[n] копіюються в допоміжний масив B[1], …, B[n]. Його елементи розглядаються парами B[1] і B[2], B[3] і B[4] тощо як упорядковані послідовності довжиною lp = 1 і зливаються за допомогою процедури mrg в масив A. Тепер там є впорядковані ділянки довжиною 2. За непарного n останній елемент A[n] залишається без змін як послідовність довжиною 1.
На наступному кроці після копіювання в масив B зливаються пари упорядкованих ділянок B[1]B[2] і B[3]B[4], B[5]B[6] і B[7]B[8] тощо. З'являються впорядковані ділянки довжиною 4. Нехай t = nmod4 — довжина залишку масиву після останньої повної четвірки елементів. При t = 1 або t = 2 останні t елементів утворюють упорядковану ділянку після попереднього кроку. При t = 3 зливаються упорядкована пара B[n – 1]B[n – 2] та ділянка B[n] у ділянку довжиною t.
Кроки повторюються з подвоєнням довжин упорядкованих ділянок lp, поки lp < n.
Розглянемо сортування злиттям масиву <11, 10, 9, 8, 7, 6, 5, 4, 3, 2, 1> довжини n = 11. Упорядковані послідовності в ньому вказуються в дужках <>, а пари таких, що зливаються, відокремлені ";": < <11><10>; <9><8>; <7><6>; <5><4>; <3><2>; <1> >, lp = 1 < <10, 11><8, 9>; <6, 7><4, 5>; <2, 3><1> >, lp = 2 < <8, 9, 10, 11><4, 5, 6, 7>;<1, 2, 3> >, lp=4 < <4, 5, 6, 7, 8, 9, 10, 11><1, 2, 3> >, lp = 8 <1, 2, 3, 4, 5, 6, 7, 8, 9, 10, 11>, lp = 16, lp³ n.
Як бачимо, нам знадобилося 4 кроки злиття для того, щоб одержати впорядкований масив. Очевидно, що після k-го кроку впорядковані ділянки мають довжину lp = 2k. Якщо 2k = n, то масив упорядковано. Якщо 2k > n, але 2k – 1 < n, то при виконанні останнього кроку мають місце співвідношення lp = 2k – 1 = 2k / 2 > n/2, npp = 0, tl = n > lp, і злиття ділянки довжиною lp та залишку довжиною n – lp дає впорядкований масив.
Оцінимо складність наведеного алгоритму. При кожному виконанні тіла циклу while значення всіх елементів масиву копіюються в допоміжний масив і назад по одному разу, тобто виконується O(n) елементарних дій. Після останнього k-го кроку 2k < 2n, тобто k < 1 + log n, і це означає, що тіло циклу while виконується 1 + log2n =O(log n) разів. Отже, складність алгоритму оцінюється як O(n log n).
Запишімо в таблицю значення виразів n, n(n – 1)/2, n(1+ë log2nû ) та округлене відношення r двох останніх:
| n     | n(n-1)/2 | n(1+ë log2nû ) | r   |
| 10    | 45       | 40             | 1   |
| 100   | 4950     | 700            | 7   |
| 1000  | 499500   | 10000          | 50  |
| 10000 | 49995000 | 140000         | 350 |

Як бачимо, кожне зростання n у 10 разів веде до зростання n(n-1)/2 та n(1+ë log2nû ) приблизно в 100 й 14 разів відповідно, і за n=10000 сортування злиттям виконується в сотні разів скоріше, ніж бульбашкове!
Зауважимо, що в наведеному алгоритмі сортування злиттям копіювання масиву в допоміжний указано лише для того, щоб ідею алгоритму було простіше сприйняти. Цей алгоритм нескладно переробити так, щоб замість копіювання в додатковий масив відбувалося злиття в нього упорядкованих ділянок. Отже, на кроках з номерами 1, 3, 5, … має відбуватися злиття в допоміжний масив, а на кроках 2, 4, 6, … – злиття в протилежному напрямку. Переробка алгоритму залишається вправою.
Сортування злиттям можна задати рекурсивно: масив поділяється на дві приблизно рівні частини, які після сортування (тим самим способом – ось рекурсія!) зливаються. Коли ж довжина частини масиву зменшується до 1, відбувається просто повернення з рекурсії. Цей алгоритм уточнюється наступною процедурою Mrgrec. На відміну від процедури Merges, вона має два параметри-масиви (той, що сортується, та допоміжний), а також два числові параметри (початок і кінець частини масиву, яка сортується). Крім того, спочатку відбувається злиття ділянок основного масиву в допоміжний, а потім копіювання в основний:
Ця функція набагато коротше нерекурсивної функції, але виконання її довше. Власне сортування починається лише після повернення з викликів, у яких l=r, а це практично "середина дистанції".
Завершуючи описання сортування злиттям, скажемо, що цей алгоритм є першим із ефективних алгоритмів сортування. У 1945 році його винайшов Джон фон Нейман, один із піонерів програмування.

### Псевдокод алгоритму
Процедура {\displaystyle \;MergeSort(A,p,q)} здійснює часткове впорядкування масиву {\displaystyle \;A}, впорядковуючи його елементи з p-го по q-й {\displaystyle (\;MergeSort(A,1,length(A))} здійснить впорядкування всього масиву).
```

  

    

      

        

        
M

        
e

        
r

        
g

        
e

        
S

        
o

        
r

        
t

        
(

        
A

        
,

        
p

        
,

        
q

        
)

      

    

    
{\displaystyle \;MergeSort(A,p,q)}

  

1 
if
 

  

    

      

        

        
q

        
−

        
p

        
<

        
1

      

    

    
{\displaystyle \;q-p<1}

  

2    
then return

3 

  

    

      

        
c

        
←

        

        
⌊

        

        
(

        
p

        
+

        
q

        
)

        

          
/

        

        
2

        
⌋

        

      

    

    
{\displaystyle c\gets \;\lfloor \;(p+q)/2\rfloor \;}

  

  
4 
if
 

  

    

      

        

        
q

        
−

        
p

        
>

        
1

      

    

    
{\displaystyle \;q-p>1}

  

5    

  

    

      

        

        
M

        
e

        
r

        
g

        
e

        
S

        
o

        
r

        
t

        
(

        
A

        
,

        
p

        
,

        
c

        
)

      

    

    
{\displaystyle \;MergeSort(A,p,c)}

  

6    

  

    

      

        

        
M

        
e

        
r

        
g

        
e

        
S

        
o

        
r

        
t

        
(

        
A

        
,

        
c

        
+

        
1

        
,

        
q

        
)

      

    

    
{\displaystyle \;MergeSort(A,c+1,q)}

  

7 

  

    

      

        

        
M

        
e

        
r

        
g

        
e

        
(

        
A

        
,

        
p

        
,

        
c

        
,

        
q

        
)

      

    

    
{\displaystyle \;Merge(A,p,c,q)}

  

```

{\displaystyle \;MergeSort} використовує допоміжну процедуру {\displaystyle \;Merge(A,p,c,q)}, що здійснює об'єднання частин масиву A з p-го по c-й елемент і з c+1-го по q-й елемент в один впорядкований підмасив. Для цього використовується один додатковий масив {\displaystyle \;B} такої ж довжини як і {\displaystyle \;A} (В деяких реалізаціях {\displaystyle B\;} вдвічі коротший за {\displaystyle A\;} — мінімально можлива його довжина).
```

  

    

      

        
M

        
e

        
r

        
g

        
e

        
(

        
A

        
,

        
p

        
,

        
c

        
,

        
q

        
)

        

      

    

    
{\displaystyle Merge(A,p,c,q)\;}

  

1 

  

    

      

        
i

        
←

        

        
p

      

    

    
{\displaystyle i\gets \;p}

  

2 

  

    

      

        
j

        
←

        

        
c

        
+

        
1

      

    

    
{\displaystyle j\gets \;c+1}

  

3 
for
 

  

    

      

        
k

        
←

        

        
p

      

    

    
{\displaystyle k\gets \;p}

  

 
to
 

  

    

      

        
q

        

      

    

    
{\displaystyle q\;}

  

4     
do if
 

  

    

      

        

        
j

        
>

        
q

      

    

    
{\displaystyle \;j>q}

  

 або (

  

    

      

        

        
i

        
≤

        

        
c

      

    

    
{\displaystyle \;i\leq \;c}

  

 і 

  

    

      

        

        
A

        
[

        
i

        
]

        
≤

        

        
A

        
[

        
j

        
]

      

    

    
{\displaystyle \;A[i]\leq \;A[j]}

  

)
5           
then
 

  

    

      

        
B

        
[

        
k

        
]

        
←

        

        
A

        
[

        
i

        
]

      

    

    
{\displaystyle B[k]\gets \;A[i]}

  

6                

  

    

      

        
i

        
←

        

        
i

        
+

        
1

      

    

    
{\displaystyle i\gets \;i+1}

  

7           
else
 

  

    

      

        
B

        
[

        
k

        
]

        
←

        

        
A

        
[

        
j

        
]

      

    

    
{\displaystyle B[k]\gets \;A[j]}

  

8                

  

    

      

        
j

        
←

        

        
j

        
+

        
1

      

    

    
{\displaystyle j\gets \;j+1}

  

9 
for
 

  

    

      

        
k

        
←

        

        
p

      

    

    
{\displaystyle k\gets \;p}

  

 
to
 

  

    

      

        
q

        

      

    

    
{\displaystyle q\;}

  

10    
do
 

  

    

      

        

        
A

        
[

        
k

        
]

        
=

        
B

        
[

        
k

        
]

      

    

    
{\displaystyle \;A[k]=B[k]}

  

```

### Аналіз алгоритму
Час роботи алгоритму {\displaystyle T(n)\;} по впорядкуванню {\displaystyle \;n} елементів задовільняє рекурентному співвідношенню:
{\displaystyle T(n)=2T\left({\frac {n}{2}}\right)+O(n)\;}, де {\displaystyle \;T\left({\frac {n}{2}}\right)} — час на впорядкування половини масиву, {\displaystyle O(n)\;} — час на злиття цих половинок.
Враховуючи, що {\displaystyle \;T(1)=O(1)}, розв'язком співвідношення є {\displaystyle \;T(n)=O(n\log \;n)}.
Крім того, алгоритм потребує для своєї роботи {\displaystyle O(n)\;} додаткової пам'яті. 
Алгоритм не міняє порядок розташування однакових елементів, а отже він є стабільним.

### Можливі оптимізації
Швидкість алгоритму є асимптотично оптимальною. Але її можна пришвидшити в константну кількість разів.
- Оптимізація впорядкування невеликих частин масиву — невеликі частини масиву (наприклад, при q-p<50) впорядковувати сортуванням вставкою.
- Оптимізація кількості копіювань елементів — при злитті двох впорядкованих масивів в один, кожен елемент копіюється двічі (спочатку у тимчасовий масив, а потім знову у початковий). Кількість копіювань можна зменшити удвічі, якщо по черзі використовувати для об'єднання початковий і тимчасовий масиви. Тоді можна не виконувати зайві операції копіювання (рядки 9-10 процедури Merge).

### Робота алгоритму
Схема алгоритму для конкретного прикладу послідовності
Проілюструємо алгоритм сортування на такій послідовності: 42 5 30 36 25 10 37 49 0 0
На початку сортування відсортовані підпослідовності містять в собі по одному елементу.
Крок 1: 5 42 | 30 36 | 10 25 | 37 49 | 0 0
Крок 2: 5 30 36 42 | 10 25 37 49 | 0 0
Крок 3: 5 10 25 30 36 37 42 49 | 0 0
Крок 4: 0 0 5 10 25 30 36 37 42 49

### Тестування алгоритму
Для перевірки правильності сортування звіримо сортування проведене програмою з сортуванням за даним алгоритмом вручну.
Проведемо сортування наступної послідовності: 56 19 3 95 23 17 38 44 69 73 84
На початку сортування послідовність є розбита на відсортовані підпослідовності по одному елементу в кожній.
56 | 19 | 3 | 95 | 23 | 17 | 38 | 44 | 69 | 73 | 84
далі кожні дві підпослідовності зливаються в одну відсортовану підпослідовність: 19 56 | 3 95 | 17 23 | 38 44 | 69 73 | 84
на наступному кроці отримаємо наступний результат злиття: 3 19 56 95 | 17 23 38 44 | 69 73 84 |
потім: 3 17 19 23 38 44 56 95 | 69 73 84 |
на останньому кроці отримаємо відсортовану послідовність: 3 17 19 23 38 44 56 69 73 84 | 95
Послідовність була відсортована за 4 кроки.

### Приклад реалізації на С++
```
#include
 
<algorithm>

#include
 
<vector>

using
 
namespace
 
std
;

template
 
<
typename
 
T
>

void
 
merge_sort
(
T
*
 
elems
,
 
//original array

                
T
*
 
tmp_elems
,
 
//temp array to hold intermediate results, should be same size as array "elems"

                
size_t
 
size
)

{

    
if
 
(
size
 
<=
 
1
)
 
{
return
;}
 
//nothing to sort

    

    
const
 
size_t
 
left_size
 
=
 
size
 
/
 
2
;

    
const
 
size_t
 
right_size
 
=
 
size
 
-
 
left_size
;

    

    
merge_sort
(
elems
,
 
tmp_elems
,
 
left_size
);

    
merge_sort
(
elems
 
+
 
left_size
,
 
tmp_elems
 
+
 
left_size
,
 
right_size
);

    

    
T
*
 
leftIt
 
=
 
elems
;
 
// pointer to walk through left part

    
T
*
 
const
 
pivot
 
=
 
elems
 
+
 
left_size
;
 
//end of left part, start of right  part

    
T
*
 
rightIt
 
=
 
pivot
;
 
// pointer to walk through right part

    
T
*
const
 
end
 
=
 
elems
 
+
 
size
;

    
T
*
 
outputIt
 
=
 
tmp_elems
;
 
//pointer to where to write when merging left and right subparts

    

    
while
 
(
true
)

    
{

        
if
 
(
*
leftIt
 
<
 
*
rightIt
)

        
{

            
*
outputIt
++
 
=
 
*
leftIt
++
;

            
if
 
(
leftIt
 
==
 
pivot
)

            
{

                
// copy the rest of right part that has not been copied yet

                
copy
(
rightIt
,

                     
end
,

                     
outputIt
);

                
break
;

            
}

        
}

        
else

        
{

            
*
outputIt
++
 
=
 
*
rightIt
++
;

            
if
 
(
rightIt
 
==
 
end
)

            
{

                
// copy the rest of left part that has not been copied yet

                
copy
(
leftIt
,

                     
pivot
,

                     
outputIt
);

                
break
;

            
}

        
}

    
}

    

    
copy
(
tmp_elems
,

         
tmp_elems
 
+
 
size
,

         
elems
);

}

```

## Алгоритм об'єднання без додаткової пам'яті
Цей алгоритм впорядкування масиву є модифікацією сортування злиттям. Він також є стабільним, але не потребує додаткової пам'яті.

### Псевдокод алгоритму
Процедура {\displaystyle \;StableSort(A,p,q)} працює аналогічно процедурі {\displaystyle \;MergeSort(A,p,q)} сортування злиттям:
```

  

    

      

        

        
S

        
t

        
a

        
b

        
l

        
e

        
S

        
o

        
r

        
t

        
(

        
A

        
,

        
p

        
,

        
q

        
)

      

    

    
{\displaystyle \;StableSort(A,p,q)}

  

1 
if
 

  

    

      

        

        
q

        
−

        
p

        
≤

        

        
1

      

    

    
{\displaystyle \;q-p\leq \;1}

  

2    
then return

3 

  

    

      

        
c

        
←

        

        
⌊

        

        
(

        
p

        
+

        
q

        
)

        

          
/

        

        
2

        
⌋

        

      

    

    
{\displaystyle c\gets \;\lfloor \;(p+q)/2\rfloor \;}

  

  
4 

  

    

      

        

        
S

        
t

        
a

        
b

        
l

        
e

        
S

        
o

        
r

        
t

        
(

        
A

        
,

        
p

        
,

        
c

        
)

      

    

    
{\displaystyle \;StableSort(A,p,c)}

  

5 

  

    

      

        

        
S

        
t

        
a

        
b

        
l

        
e

        
S

        
o

        
r

        
t

        
(

        
A

        
,

        
c

        
+

        
1

        
,

        
q

        
)

      

    

    
{\displaystyle \;StableSort(A,c+1,q)}

  

6 

  

    

      

        

        
M

        
o

        
d

        
i

        
f

        
i

        
e

        
d

        
M

        
e

        
r

        
g

        
e

        
(

        
A

        
,

        
p

        
,

        
c

        
,

        
q

        
)

      

    

    
{\displaystyle \;ModifiedMerge(A,p,c,q)}

  

```

Відмінність алгоритмів полягає в процедурі {\displaystyle \;ModifiedMerge}, яка здійснює об'єднання двох впорядкованих масивів без додаткової пам'яті, але за час {\displaystyle \;O(n\log \;n)}.
Існує декілька алгоритмів об'єднання двох впорядкованих масивів, що не потребують додаткової пам'яті. Розглянемо лише один з них.

#### Ідея алгоритму злиття
Нехай алгоритм має об'єднати дві частини масиву {\displaystyle A} — з {\displaystyle p}-го по {\displaystyle c}-й і з {\displaystyle c+1}-го по {\displaystyle q}-й.
Виконаємо об'єднання в декілька етапів:
```
1. Знайдемо такі індекси 

  

    

      

        

        
i

        
,

        
j

      

    

    
{\displaystyle \;i,j}

  

, що 

  

    

      

        
p

        
≤

        
i

        
≤

        
c

        
,

        
c

        
+

        
1

        
≤

        
j

        
≤

        
q

        
,

        
(

        
i

        
−

        
p

        
+

        
1

        
+

        
j

        
−

        
c

        
)

        
=

        

          
⌊

          

            

              

                
q

                
−

                
p

                
+

                
1

              

              
2

            

          

          
⌋

        

        
,

      

    

    
{\displaystyle p\leq i\leq c,c+1\leq j\leq q,(i-p+1+j-c)=\left\lfloor {\frac {q-p+1}{2}}\right\rfloor ,}

  

  

    

      

        
j

        
=

        
q

        
∨

        
A

        
[

        
i

        
]

        
≤

        
A

        
[

        
j

        
+

        
1

        
]

        
,

        
i

        
=

        
c

        
∨

        
A

        
[

        
c

        
+

        
1

        
]

        
<

        
A

        
[

        
i

        
+

        
1

        
]

      

    

    
{\displaystyle j=q\lor A[i]\leq A[j+1],i=c\lor A[c+1]<A[i+1]}

  

2. Змінимо порядок елементів масиву з 

  

    

      

        
p

        
,

        
p

        
+

        
1

        
,

        
⋯

        
,

        
c

        
,

        
c

        
+

        
1

        
,

        
⋯

        
,

        
q

      

    

    
{\displaystyle p,p+1,\cdots ,c,c+1,\cdots ,q}

  

 на

  

    

      

        
p

        
,

        
p

        
+

        
1

        
,

        
⋯

        
,

        
i

        
,

        
c

        
+

        
1

        
,

        
c

        
+

        
2

        
,

        
⋯

        
,

        
j

        
,

        
j

        
+

        
1

        
,

        
⋯

        
,

        
q

        
,

        
i

        
+

        
1

        
,

        
i

        
+

        
2

        
,

        
⋯

        
,

        
c

      

    

    
{\displaystyle p,p+1,\cdots ,i,c+1,c+2,\cdots ,j,j+1,\cdots ,q,i+1,i+2,\cdots ,c}

  

3. Викличемо рекурсивне злиття для половин нового масиву.
```

Тобто, спочатку ми знаходимо елементи, що мають лежати в першій половині масиву (найменші), потім переміщаємо найменші елементи в цю половину. Тоді можна окремо впорядкувати першу і другу половини масиву (кожна з половин також буде складатися з двох впорядкованих частин, що треба об'єднати).
Пункт 1, можна виконати за один лінійний прохід. Другий крок — це по-суті циклічний зсув частини масиву на j елементів. Він може бути виконаний за лінійний час, наприклад, за допомогою трьох перегортань.

### Псевдокод алгоритму злиття
```

  

    

      

        

        
M

        
o

        
d

        
i

        
f

        
i

        
e

        
d

        
M

        
e

        
r

        
g

        
e

        
(

        
A

        
,

        
p

        
,

        
c

        
,

        
q

        
)

      

    

    
{\displaystyle \;ModifiedMerge(A,p,c,q)}

  

1. 
if
 

  

    

      

        
p

        
>

        
c

        

      

    

    
{\displaystyle p>c\;}

  

 
або
 

  

    

      

        

        
c

        
+

        
1

        
>

        
q

      

    

    
{\displaystyle \;c+1>q}

  

2.    
then return

3. 

  

    

      

        
N

        
←

        
q

        
−

        
p

        
+

        
1

      

    

    
{\displaystyle N\leftarrow q-p+1}

  

4. 

  

    

      

        
m

        
←

        
0

      

    

    
{\displaystyle m\leftarrow 0}

  

5. 

  

    

      

        
i

        
←

        
p

        
−

        
1

      

    

    
{\displaystyle i\leftarrow p-1}

  

6. 

  

    

      

        
j

        
←

        
c

      

    

    
{\displaystyle j\leftarrow c}

  

7. 
While
 

  

    

      

        
m

        
<

        

          
⌊

          

            

              
N

              
2

            

          

          
⌋

        

      

    

    
{\displaystyle m<\left\lfloor {\frac {N}{2}}\right\rfloor }

  

 
8. 
do    if
 

  

    

      

        
j

        
=

        
q

        
∨

        
(

        
i

        
<

        
c

        
∧

        
A

        
[

        
i

        
+

        
1

        
]

        
<

        
A

        
[

        
j

        
+

        
1

        
]

        
)

      

    

    
{\displaystyle j=q\lor (i<c\land A[i+1]<A[j+1])}

  

9.    
   then
 

  

    

      

        
i

        
←

        
i

        
+

        
1

      

    

    
{\displaystyle i\leftarrow i+1}

  

10.   
   else
 

  

    

      

        
j

        
←

        
j

        
+

        
1

      

    

    
{\displaystyle j\leftarrow j+1}

  

11.      

  

    

      

        
m

        
←

        
m

        
+

        
1

      

    

    
{\displaystyle m\leftarrow m+1}

  

12. 

  

    

      

        

        
R

        
e

        
v

        
e

        
r

        
s

        
e

        
(

        
A

        
,

        
i

        
+

        
1

        
,

        
c

        
+

        
1

        
)

      

    

    
{\displaystyle \;Reverse(A,i+1,c+1)}

  

13. 

  

    

      

        

        
R

        
e

        
v

        
e

        
r

        
s

        
e

        
(

        
A

        
,

        
c

        
+

        
1

        
,

        
q

        
)

      

    

    
{\displaystyle \;Reverse(A,c+1,q)}

  

14. 

  

    

      

        

        
R

        
e

        
v

        
e

        
r

        
s

        
e

        
(

        
A

        
,

        
i

        
+

        
1

        
,

        
q

        
)

      

    

    
{\displaystyle \;Reverse(A,i+1,q)}

  

15. 

  

    

      

        

        
M

        
o

        
d

        
i

        
f

        
i

        
e

        
d

        
M

        
e

        
r

        
g

        
e

        
(

        
A

        
,

        
p

        
,

        
i

        
,

        
j

        
−

        
c

        
+

        
i

        
)

      

    

    
{\displaystyle \;ModifiedMerge(A,p,i,j-c+i)}

  

16. 

  

    

      

        

        
M

        
o

        
d

        
i

        
f

        
i

        
e

        
d

        
M

        
e

        
r

        
g

        
e

        
(

        
A

        
,

        
j

        
−

        
c

        
+

        
i

        
+

        
1

        
,

        
q

        
−

        
c

        
+

        
i

        
+

        
1

        
,

        
q

        
)

      

    

    
{\displaystyle \;ModifiedMerge(A,j-c+i+1,q-c+i+1,q)}

  

```

Функція {\displaystyle \;Reverse(A,a,b)} перегортає або дзеркально відображає частину масиву A з a-го по b-й елементи включно.

### Аналіз алгоритму
Спочатку проаналізуймо функцію ModifiedMerge. Вона виконує два кроки, що потребують O(n) часу, і двічі викликає себе від масиву, що у двічі менший за початковий.
Отже, час роботи функції на масиви довжиною n: {\displaystyle T(n)=O(n)+2T\left({\frac {n}{2}}\right)=O(n\log n)}
Тепер можемо визначити час роботи алгоритму впорядкування, він виражається рівнянням:
{\displaystyle T(n)=2T\left({\frac {n}{2}}\right)+O(n\log n)=O(n\log ^{2}n)}

### Застосування
Алгоритм використовується в деяких реалізаціях функції stable_sort() з стандартної бібліотеки шаблонів (STL) мови програмування C++.